# اوپل جی‌تی‌سی
اوپل جی‌تی‌سی (Opel GTC) خودرویی است که در سال‌های ۲۰۰۷ تولید شده‌است.
این خودرو در کلاس خودرو اسپورت قرار گرفته، طراحی آن موتور جلو، خودرو چهار چرخ محرک بوده است. سیستم جعبه‌دندهٔ آن ۶، دنده به صورت دستی است.